# Anton Sergejewitsch Klementjew
Anton Sergejewitsch Klementjew (russisch Антон Сергеевич Клементьев, engl. Transkription: Anton Klementyev; * 25. März 1990 in Togliatti, Russland) ist ein ehemaliger russischer Eishockeyspieler, der in seiner Karriere ein NHL-Spiel für die New York Islanders absolviert hat.

## Karriere
Klementjew begann seine Karriere in der zweiten Mannschaft von Lokomotive Jaroslawl, für die er zwischen 2006 und 2009 in der Perwaja Liga aktiv war. Während der Saison 2008/09 debütierte er für die erste Mannschaft in der Kontinentalen Hockey-Liga (KHL). Im NHL Entry Draft 2009 wurde er in der fünften Runde von den New York Islanders an insgesamt 122. Stelle ausgewählt. Von Sommer 2009 bis Sommer 2012 stand er bei den Islanders unter Vertrag, spielte aber meist für die Bridgeport Sound Tigers in der American Hockey League.
Am 27. März 2010 absolvierte Klementjew sein einziges NHL-Spiel für die Islanders gegen die Columbus Blue Jackets. Wegen enttäuschender Leistungen wurde sein Vertrag nicht verlängert und Klementjew setzte seine Karriere in den nächsten Jahren in der russischen Wysschaja Hockey-Liga, der polnischen Eishockeyliga und der belarussischen Extraliga fort.

### International
Für Russland nahm Klementjew an der U20-Junioren-Weltmeisterschaft 2010 teil.

## Karrierestatistik
(Legende zur Spielerstatistik: Sp oder GP = absolvierte Spiele; T oder G = erzielte Tore; V oder A = erzielte Assists; Pkt oder Pts = erzielte Scorerpunkte; SM oder PIM = erhaltene Strafminuten; +/− = Plus/Minus-Bilanz; PP = erzielte Überzahltore; SH = erzielte Unterzahltore; GW = erzielte Siegtore; 1 Play-downs/Relegation; Kursiv: Statistik nicht vollständig)